# Krabbspindlar
Krabbspindlar (Thomisidae) är en familj med spindlar som förekommer över hela världen. De lever vanligtvis i tempererade och tropiska regioner men några arter finns även i arktiska eller alpina områden. 28 arter förekommer i Sverige. De heter krabbspindlar för den krabbliknande kroppen och deras förmåga att gå i sidled, precis som  krabbor. Krabbspindlarnas båda främre benpar är mycket längre och kraftigare än de bakre. Kroppslängden varierar mellan 1,5 och 13 millimeter. Det finns 170 släkten och över 2 000 arter.
Krabbspindlarna bygger inte nät, utan fångar byten som kommer i närheten av dem och förlamar dem genom att injicera gift. Vissa byten kan vara betydligt större än krabbspindeln.